# Beachwood Canyon

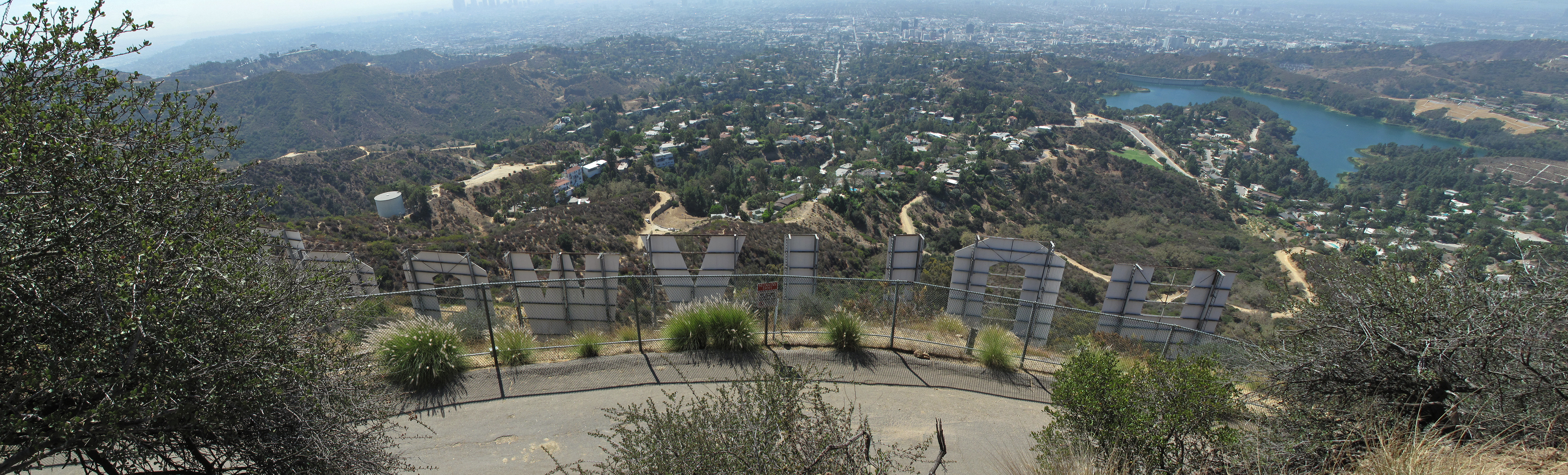
Beachwood Canyon

Beachwood Canyon è una comunità sulle Hollywood Hills posta nella parte nord del quartiere di Hollywood a Los Angeles, California.
La parte superiore del canyon ospita la celebre insegna con la Scritta Hollywood che fu creata nel 1923 proprio per pubblicizzare lo sviluppo edilizio di questa nuova zona. La comunità, che ospita oggi oltre 22 000 abitanti, fu fondata negli anni '20 dal gen. M. H. Sherman, dall'editore del Los Angeles Times, Harry Chandler e dal costruttore Sidney Woodruff. Gli architetti che svilupparono l'area presero ispirazione dalle regioni a sud della Francia, dall'Italia e dalla Spagna.
Molti registri fecero pubblicità all'area nel corso degli anni realizzando sul posto film come L'invasione degli ultracorpi del 1956.

## Residenti celebri di oggi e del passato
- Kevin Bacon, attore
- Ned Beatty, attore
- Jamie Bell, attore
- Jack Black, attore[2]
- Humphrey Bogart, attore
- Chris D'Elia, attore e comico
- Adam Carolla, personalità televisiva e della radio
- Guy Chambers, produttore inglese
- Steve Coogan, attore comico inglese
- Charlie Chaplin
- David Cook, musicista e vincitore della settima stagione di American Idol[3]
- Mac Danzig, artista di arti marziali
- Peter Deuel, attore
- Dean Delray, attore
- Gustavo Dudamel, direttore musicale della Los Angeles Philharmonic[4]
- James Duval, attore
- Peg Entwistle, attrice di Broadway che si suicidò gettandosi dalla insegna con la Scritta Hollywood nel 1932
- Anna Friel, attrice
- George Furth, attore
- Kim Gardner, cantante
- Heather Graham, attrice
- Aldous Huxley, scrittore inglese
- Laura Huxley, autore
- Anna Kendrick, attrice
- Anthony Kiedis, cantante e compositore
- Mila Kunis, attore
- Heath Ledger, attore[5]
- Madonna, cantante e attrice
- Ray Manzarek, cantante e compositore
- Jack McBrayer, attore
- Moby, musicista, DJ e fotografo
- D.W. Moffett, attore, scrittore e direttore
- Hal Ozsan, attore[6]
- Keanu Reeves, attore
- Samantha Ronson, DJ
- Axl Rose, musicista
- Andy Samberg, comico, attore e doppiatore
- Grant Show, attore
- Brooke Smith, attore[7]
- Michael Sopkiw, attore
- Ralph Story, personalità della televisione e della radio
- David Thewlis, attore
- Dean Torrence, cantante
- Robert Townsend, attore e direttore
- Mayra Veronica, cantante ed autore, Miss USO
- Jack Webb, attore
- Jane Wiedlin, chitarrista e membro della band The Go-Go's
- Forest Whitaker, attore, regista e produttore
- Charli XCX, cantante